# Konnichiwa

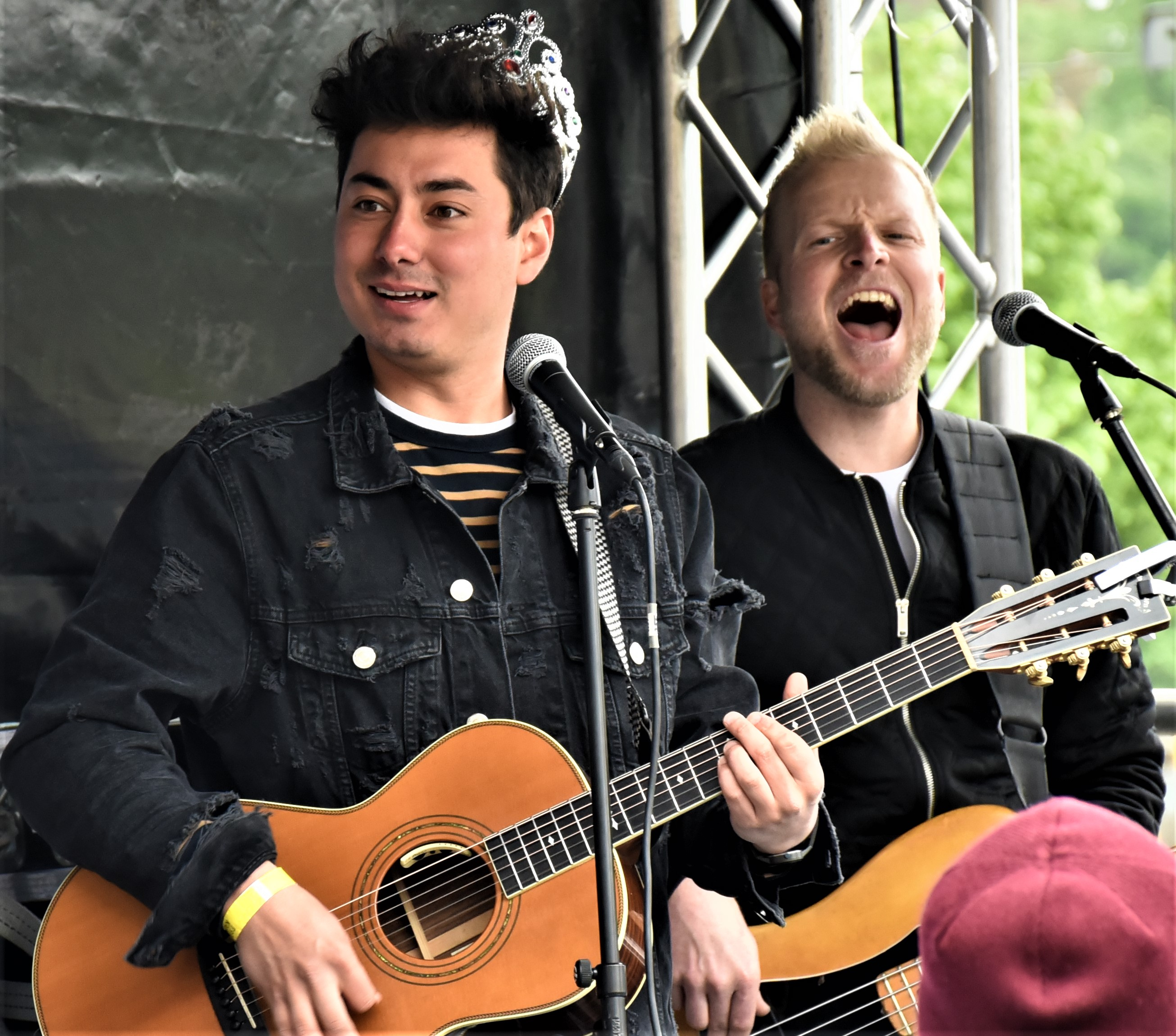
Kapela Mirai na koncertu v Praze

Konnichiwa je druhé album skupiny Mirai. Je to jejich první album, které má japonský název.

## Písně
1. „Když nemůžeš, tak přidej“ (4:22)
2. „Pojď, zapomenem“ (3:27)
3. „Chci tančit“ (3:06)
4. „365“ (3.57)
5. „Cesta z města“ (3:59)
6. „Anděl“ (4:22)
7. „Od vody“ (3:43)
8. „Divadlo“ (4:31)
9. „Jedu“ (3:50)
10. „Rána v mlhách“ (3:10)
11. „Dítě robotí“ (3:16)